# Château de Montois
Le château de Montois est un château situé à Ressons-le-Long, à la croisée des vallées de l'Aisne et de Retz. 

## Localisation
Le château est situé sur la commune de Ressons-le-Long, dans le hameau de Montois, dans la région naturelle du Soissonnais et l'ancien Duché de Valois, dans le département de l'Aisne.

## Description

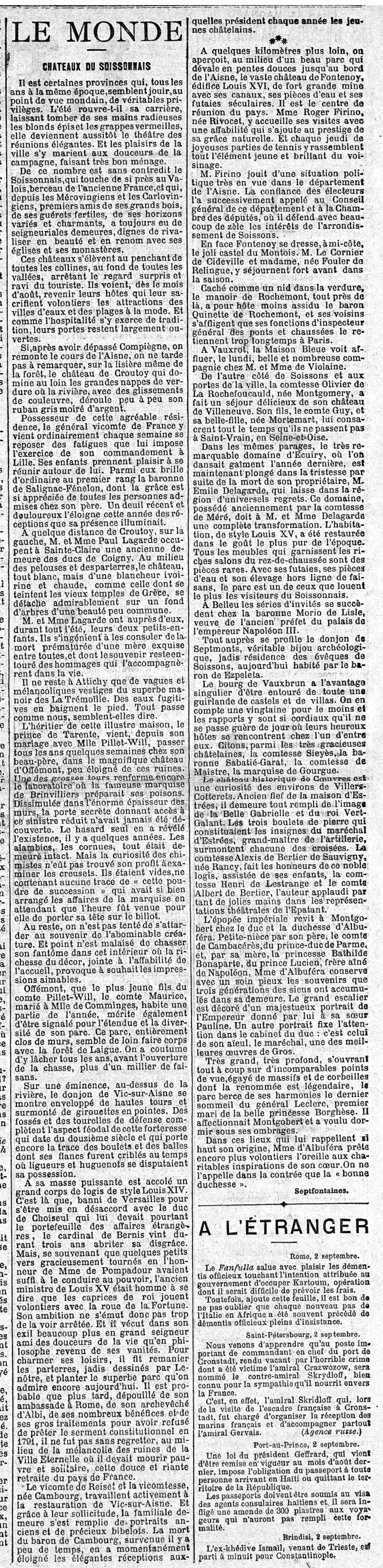
Article sur les châteaux du Soissonnais, faisant mention du Château de Montois comme résidence de plaisance de la famille Le Cornier de Cideville - Publié dans l'édition du Figaro du 3 septembre 1894.

Le château de Montois voit le jour en 1736 sous la forme d’un pavillon, constituant encore le corps central de l’édifice actuel. 
Il est agrandi entre 1875 et 1890 par la construction de deux pavillons latéraux dont les pignons à redents témoignent de l'architecture typique du Soissonnais et de deux tourelles octogonales dans la lignée des manoirs du XVIe siècle.
Inscrit à l'Inventaire Supplémentaire des Monuments Historiques, le Domaine de Montois, son château avec son vestibule et son grand escalier, ses caves, sa terrasse, son portail, les vestiges de ses dépendances, son aménagement hydraulique avec sa fontaine, ses bassins, son parc et sa chapelle sont en totalité inscrits ISMH en avril 2024.

## Historique
L'histoire du château de Montois, de son origine et de ses propriétaires est relatée en détail par Émile Gaillard en 1905 dans son ouvrage "Monographie de la ville de Ressons-le-long", publié dans la collection Monographies des villes et villages de France, dirigée par M.-G. Micberth et réédité en 300 exemplaires en 2007 . Doté de nombreuses illustrations du château de Montois, mais aussi du château de Mainville, du manoir de Poulandon, du moulin à papier de Pontarcher ou encore de la ferme de l'abbaye royale Notre-Dame de Soissons, dite aussi « ferme de la Montagne », la monographie d'Émile Gaillard donne également de précieux renseignements sur le patrimoine de ce village reconnu comme l'un des plus remarquables du département par le CAUE de l'Aisne.
| 1587 ~ 1622 | À l'origine, une simple ferme dont quelques bâtis sont encore visibles aujourd'hui ... Le fief de Montois, dit aussi de Montoy, n'est alors qu'une petite ferme appartenant à Claude Molin relevant de l'abbaye des Célestins de Villeneuve-lès-Soissons. Claude agrandit la propriété et l'améliore jusqu'en 1596 puis la met en location jusqu'en 1623. Il subsiste de cette ferme du XVIe quelques bâtis rattachés au château actuel dont une partie de la ferme ainsi que la totalité de la cave de l'ancienne ferme. |
| 1623 ~ 1645 | Acquisition du domaine de Montois par la famille Levesque de Roqueville Jean Levesque de Roqueville, seigneur de Roqueville, marchand bourgeois de Compiègne, conseiller du roi, receveur admoniateur du revenu de la châtellenie de Vic-sur-Aisne, rachète le fief de Montois à Claude Molin en 1623. Jean Levesque de Roqueville habitait jusqu'alors le château de Vic-sur-Aisne qu'il louait à François Hotman, abbé de Saint-Mard-lez-Soissons, également conseiller au parlement de Paris, seigneur de Mortefontaine, Plailly et de Vic-sur-Aisne qui préfère séjourner dans son hôtel particulier de la rue de Jouy à Paris. En 1627, Jean Levesque de Roqueville marie sa fille ainée Jeanne au célèbre historien de France Adrien de Valois, conseiller du roi, seigneur de La Mare, alors secrétaire de l'abbé François Hotman. À la mort de François Hotman en 1639, remplacé par le cardinal Mazarin qui reprend entière possession du château de Vic-sur-Aisne,[Jean Levesque de Roqueville rentre à Compiègne où il décède en 1645. Il ne séjourne donc pas au domaine de Montois. |
| 1645 ~ 1735 | Louis ignace Levesque de Rocqueville, 1er seigneur de Montois ... Après plus de 50 ans d'indivisions entre les enfants et petits-enfants de Jean Levesque de Roqueville et à la suite d'une vague de successions, de dons et ventes de parts, le domaine de Montois revient finalement à l'arrière-petit-fils de Jean : Louis-Ignace Levesque de Roqueville. Le fief de Montois relève à cette époque de la seigneurie de Cuise qui en a acquis les droits seigneuriaux au XVIIème auprès de l'abbaye des Célestins de Villeneuve-les-Soissons. En 1719, après en avoir obtenu les droits seigneuriaux lui autorisant l'aliénation du fief de Montois, Louis-Ignace Levesque de Rocqueville devient le 1er seigneur de Montois et le premier à habiter le domaine. La seigneurie de Montois comprend alors quatre maisons avec cours, jardins, bois et vignes dont une ferme correspondant à la partie attenante à l'aile Est du château actuel. La grande cave et la fouilloire où étaient foulé le vin, situées sous la ferme sont encore visibles aujourd'hui. En 1730, Louis-Ignace Levesque de Rocqueville décède, suivi de sa femme 3 ans plus tard. |
| 1735        | Le domaine de Montois entre dans la famille de Perticoz pour plus d'un siècle En 1735, son fils Louis-François de Sales Levesque de Rocqueville, seul héritier du domaine, vend le fief de Montois à Antoine de Perticoz, écuyer et seigneur de Perticoz, chevalier de l'ordre de Saint-Louis. Le domaine de Montois comprend alors une ferme, une maison, correspondant au bâtiment Est du château actuel, les caves, une grange, une écurie, une bergerie, un colombier et quelques autres dépendances ainsi qu'un verger, un clos de vigne, un bois et de nombreuses terres partant de la plaine de Ressons jusqu'en haut de la montagne. |
| 1736 ~ 1837 | Antoine de Perticoz lance la construction du château de Montois Antoine de Perticoz lance la construction du château de Montois afin d'en faire sa résidence d'été. Le château prend la forme d'un pavillon accolé à l'ancienne ferme située à l'ouest du château. Ce bâtiment constitue aujourd'hui le corps central du château. Cf. plan de Delettre du 17 mai 1736. Antoine de Perticoz, sans postérité à sa mort en 1741, laisse à son neveu Louis de Perticoz, le Château de Montois, qui ne connaîtra guère de grands changements jusqu'à la mort de ce dernier en 1804. Louis de Perticoz laisse derrière lui 2 enfants : Louis Antoine de Perticoz qui vécut au château de Montois jusqu'à sa mort en 1837 et Marie Françoise de Perticoz qui épousa Pierre-Philippe Le Cornier de Cideville, parent éloigné de Pierre-Robert Le Cornier de Cideville, écrivain et cofondateur de l'Académie de Rouen, ami de Voltaire. De leur union vient au monde Jean-Baptiste-Julien Le Cornier de Cideville qui hérite du château en 1837 à la mort de son oncle Louis Antoine. |
| 1837 ~ 1920 | L'agrandissement du château sous l'ère Le Cornier de Cideville Dès 1837 Jean-Baptiste-Julien Le Cornier de Cideville procède à de grands travaux d'amélioration du château. Des communs sont construits à l'est du château. Au nord, le chemin vicinal qui passe devant le château est reculé pour agrandir la terrasse. L'ancienne entrée principale située à l'est où démarrait la rue Marin est transformée en passage vouté réservé aux piétons et la rue Marin est annexée au parc du château. Une nouvelle entrée voit le jour à l'ouest du château en bas du ravin avec la construction d'un portail en fer forgé. Plus tard, en 1865, une chapelle est érigée et bénie par l'abbé Delahaigue, chanoine de Soissons, que la famille Le Cornier de Cideville accueille au Montois alors qu'il s'était retiré de ses fonctions pastorales. Le blason avec armes de la famille est gravé dans la pierre qui surplombe la porte de la chapelle. De son mariage avec Marie Anne-Victoire Marc (demi-sœur d'Amédée Marc), Jean-Baptiste Julien Le Cornier de Cideville naissent 2 enfants : le 3 février 1838,un fils Pierre-Marie Le Cornier de Cideville et en 1840, une fille, Marie Le Cornier de Cideville. Marie-Anne Victoire Le Cornier de Cideville, née Marc, s'éteint en 1863 tandis que son époux, Jean-Baptiste Julien Le Cornier de Cideville décède en 1874 au château de Montois. Le 17 décembre 1860, Marie Le Cornier de Cideville, épouse Gabriel Parent du Châtelet, fils d'Alexandre Parent du Châtelet, avec qui elle s'installe après son mariage au château de Nagel dont sa mère Anne-Victoire avait hérité. Gabriel Parent du Châtelet s'éteint en 1904 et son épouse, Marie, née Le Cornier de Cideville, s'éteint en 1921. De leur union en 1860, naissent 4 enfants dont Marie-Thérèse Parent du Châtelet (1863 ~ 1945) qui épousera Charles-Alexandre Geoffroy de Grandmaison au château de Nagel, où ils termineront leurs jours. Son frère aîné, Pierre-Marie Le Cornier de Cideville, se marie plus tardivement. Le 14 mai 1873, il épouse Hélène Marie de Fouler de Relingue, née le 28 décembre 1849, fille du comte Louis-Édouard Fouler de Relingue. À la mort de son père en 1874, c'est naturellement lui qui hérite du château de Montois. Entre 1875 et 1876, il procède à des modifications majeures du château, en lui adjoignant deux ailes de part et d'autre du pavillon central et une tour octogonale à l'Est. En 1884, le parc qui entoure le Château de Montois s'étend sur près de 25 hectares. Enfin, en 1890, il fait édifier une autre tourelle octogonale sur la façade nord du pavillon central. Dans l'édition du Figaro du 3 septembre 1894, dans un article sur les châteaux du Soissonnais, on peut y lire : "Il est certaines provinces qui tous les ans à la même époque, semblent jouir, au point de vue mondain, de véritables privilèges" ... "De ce nombre est sans contredit le Soissonnais, qui touche de si près au Valois, berceau de l'ancienne France et qui a toujours eu de seigneuriales demeures, dignes de rivaliser en beauté et en renom avec ses églises et ses monastères. Ces châteaux s'élèvent au penchant de toutes les collines, au fond de toutes les vallées, arrêtant le regard surpris et ravi du touriste." ... "En face de Fontenoy se dresse à mi-côte, le joli castel du Montois. M. Le Cornier de Cideville et madame, née Fouler de Relingue, y séjournent fort avant dans la saison."En 1899, l'abbé Bourbonne, aumônier du premier Monastère de la Visitation de Paris, séjourne au Château de Montois, chez les époux le Cornier de Cideville. En 1909, les époux Le Cornier de Cideville partagent encore leur temps entre leur adresse parisienne, 100 rue de Grenelle dans le 7e arrondissement et le château de Montois, et après la mort de Pierre Marie Le Cornier de Cideville, son épouse Hélène, née Fouler de Relingue conservera le château de Montois jusqu'en 1920*. |
| 1921 ~ 2013 | Le château de Montois entre dans la famille Rigaut René Louis Jules Rigaut, né à la Fère le 23 octobre 1871, propriétaire du fort de Liez, près de La Fère, riche entrepreneur et propriétaire agricole de la région, rachète le château de Montois entre 1921 et 1923 pour en faire sa résidence de chasse, certainement avec les dommages de guerre de la première guerre mondiale. Il a épousé Maria Josephine Anne Francez, née au Mas Rome à Limoges le 15 mai 1875 qui décèdera peu de temps après leur arrivée au Montois (13 juillet 1924),. À la suite de la Seconde Guerre mondiale et grâce aux dommages de guerre, René Rigaut entreprend de nombreux travaux de rénovation et de modernisation; Il agrandit notamment la terrasse centrale et l'entrée menant au vestibule d'honneur. René Rigaut décède à Neuilly-sur-Seine le 11 juin 1948 en laissant derrière lui deux fils : Pierre Henri Rigaut né à La Fère, le 25 aout 1903 et Christian Léon Camille Rigaut, né à Liez, le 20 août 1909. Christian décède à San Gaetano en Espagne, le 13 novembre 1982 sans postérité Son frère, Pierre Henri Rigaut, hérite du château de Montois à la mort de son père en 1948. Nommé chevalier de la Légion d'honneur et croix de guerre 1939-1945, il épouse le 10 août 1947, la comtesse Armelle Claire Mathilde Anne Marie de La Moussaye, née le 24 janvier 1907, fille d'Amaury Armand Victor Marie de La Moussaye et de Diane de Monteynard, propriétaire du château de Tencin en Isère, dont elle hérite à la mort de ses parents. Résidant à Paris, les deux époux disposent dans l'Aisne et en Isère de plusieurs centaines d'hectares de terre et de plusieurs fermes. Entourré de plus de 100 ha d'un seul tenant autour du château de Montois, comprenant notamment les bois de Vaugousset et de Valencelin, ils font de ce dernier, leur résidence de chasse. Pierre Henri Rigaut décédera le 19 juin 1983 à Neuilly-sur-seine dans sa 80e année tandis que son épouse s'éteindra à l'âge de 97 ans le 6 février 2004 et sera inhumée à Tencin, le fief de ses ancêtres. En novembre 2013, François René Marie Armaury Rigaut, qui a hérité des châteaux de Tencin et de Montois, à la mort de sa mère, revend ce dernier. Ainsi s'achève l'histoire du château après près d'un siècle d'appartenance à la famille Rigaut. |

Le château du Montois avec le portail d’entrée, les vestiges des dépendances fermant la cour au sud, l'aménagement hydraulique avec fontaine, degrés et bassin, le parc et les vestiges de murs et la chapelle, font l'objet d'une inscription au titre des Monuments historiques par arrêté du 9 avril 2024.

## Parc et jardins
Le jardin d'agrément du château de Montois est inscrit au pré-inventaire des jardins remarquables. Son parc présente notamment des aménagements exceptionnels recomposés dans les années 1920 par Le célèbre paysagiste Edouard Redont, auteur du Parc la Patte-d’Oie et du jardin d'horticulture de Reims.